# پایکوب گلوزرد
پایکوب گلوزرد (نام علمی: Saltator maximus) نام یک گونه از سرده پایکوب است.